# Teodor Płowaś
Teodor Płowaś, ps. Leszczyna, syn Pawła i Franciszki z domu Gryglickiej (ur. 5 grudnia 1912 w Stanisławowie Małym w powiecie lubartowskim, zm. 4 listopada 2006 w Lublinie) – polski nauczyciel, zawodowy podoficer Wojska Polskiego II RP, członek Armii Krajowej. Odznaczony Krzyżem Walecznych, Krzyżem Kawalerskim Orderu Odrodzenia Polski oraz Krzyżem Armii Krajowej.

## Życiorys
W wieku 18 lat  wstąpił do Wojska Polskiego. Po ukończeniu służby zasadniczej został żołnierzem zawodowym w 44 pułku Strzelców Legii Amerykańskiej  stacjonującym w Równem i wchodzącym w skład 13 Kresowej Dywizji Piechoty. Podczas służby ukończył wieczorową szkołę średnią i zdał tzw. dużą maturę. W ciągu kilku lat awansował uzyskując stopień sierżanta. Jako podoficer – instruktor zajmował się szkoleniem żołnierzy w zakresie obsługi ciężkich karabinów maszynowych. Następnie został skierowany do Szkoły Podchorążych Piechoty w miejscowości Ostrów Mazowiecka jednakże na przeszkodzie podjęciu tam nauki i dalszej kariery wojskowej stanął wybuch II wojny światowej. Brał udział w kampanii wrześniowej, a następnie podjął próbę przedarcia się do Rumunii. Dwukrotnie trafiał wówczas do niewoli niemieckiej, z której zdołał jednak zbiec. Przedzierając się przez ziemie kresów wschodnich, dzięki swojej znajomości języka ukraińskiego, uniknął śmierci z rąk członków radykalnych ugrupowań ukraińskich.
Po powrocie w rodzinne strony powiatu lubartowskiego założył organizację podziemną mającą na celu walkę z okupantem, która weszła w struktury Związku Walki Zbrojnej, a następnie Armii Krajowej. Dowodząc swoim plutonem pod pseudonimem „Leszczyna” prowadził działania partyzanckie. Jego oddział wchodził w skład 35 pułku piechoty Armii Krajowej (9 Dywizja Piechoty Armii Krajowej). W dniu 19 czerwca 1941 roku zawarł związek małżeński z Janiną Leszczyńską.

Od lewej – Izydor Płowaś (brat), Janina Płowaś, Teodor Płowaś.

W 1944 roku, po nieudanej próbie przedostania się do walczącej Warszawy, ujawnił się i został wcielony do Ludowego Wojska Polskiego. Służył w II batalionie 8 Bydgoskiego pułku piechoty 3 Pomorskiej Dywizji Piechoty im. Romualda Traugutta. Z LWP przeszedł szlak bojowy do Berlina. Brał udział w walkach o Łódź, Wał Pomorski oraz Berlin, za co został odznaczony Krzyżem Walecznych.
Po wojnie został nauczycielem. Od 15 września 1946 roku do 31 sierpnia 1947 roku uczył w szkole podstawowej w Brzeźnicy Bychawskiej, a od 1 września 1948 roku do 1950 roku pracował w szkole powszechnej w Ciotczy. Przez krótki okres zamieszkiwał z rodziną we Wrocławiu, gdzie również był nauczycielem. Od 1 lutego 1954 roku podjął pracę w szkole podstawowej w Dębowej Kłodzie, gdzie osiadł na ziemi będącej od pokoleń własnością rodziny jego żony.  We wszystkich placówkach, z wyjątkiem Wrocławia, pełnił funkcję kierownika szkoły. Od 1956 roku tworzył zręby organizacji niepodległościowej na terenie gminy Dębowa Kłoda.

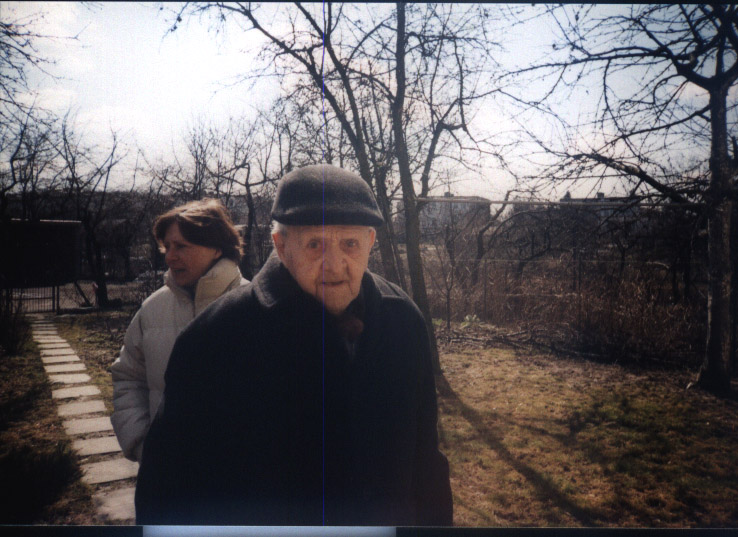
Teodor Płowaś – marzec 2005

Został aresztowany 6 lutego 1958]roku. Podczas dziewięciomiesięcznego śledztwa nie wydał nikogo. Wyrokiem Sądu Wojewódzkiego w Lublinie IV Wydział Karny z dnia 30 września 1958 roku w sprawie IV K 221/58 został uznany za winnego tego, że „od czasu bliżej nieustalonego 1956 roku do dnia 6 lutego 1958 roku na terenie wsi Dębowa Kłoda pow. parczewskiego był członkiem związku, którego istnienie, ustrój i cel, miały pozostać tajemnicą wobec władzy państwowej” tj. czynu wypełniającego znamiona przestępstwa z art. 36 Dekretu z dnia 13 czerwca 1946 roku o przestępstwach szczególnie niebezpiecznych w okresie odbudowy państwa /Dz.U. z 1946 r. nr 30, poz. 192/ i za to skazany został na karę roku i 6 miesięcy pozbawienia wolności, której wykonanie warunkowo zawieszono na okres lat 4. Na poczet kary zaliczono okres tymczasowego aresztowania od dnia 6 lutego 1958 roku do dnia 30 września 1958 roku.
Po powrocie do domu kontynuował pracę w szkole, jednakże na fali represji Decyzją Okręgowej Komisji Dyscyplinarnej przy Kuratorium Oświaty w Lublinie z dnia 19 września 1959 roku został dyscyplinarnie przeniesiony do placówki w Kodeńcu. Od 1 kwietnia 1960 roku uczył w szkole podstawowej w Uhninie, by dopiero we wrześniu 1967 roku uzyskać pozwolenie na podjęcie zatrudnienia w szkole w Dębowej Kłodzie. Podnosił w tym czasie swoje kwalifikacje – studiował eksternistycznie na Uniwersytecie im. Marii Curie Skłodowskiej w Lublinie na kierunku pedagogika. Napisał pracę magisterską pt. „Środki wychowawcze stosowane przez rodzinę wiejską” i w dniu 5 kwietnia 1968]roku, jako jeden z pierwszych w powiecie parczewskim otrzymał tytuł magistra. W 1973 roku przeszedł na emeryturę. Przez wiele lat był przewodniczącym Gminnego Koła Pszczelarskiego w Dębowej Kłodzie.
Uchwałą Rady Państwa z dnia 10 lipca 1976 roku został odznaczony Krzyżem Kawalerskim Orderu Odrodzenia Polski. Postanowieniem Prezydenta Rzeczypospolitej Polskiej Aleksandra Kwaśniewskiego z dnia 12 grudnia 1996 roku odznaczony został Krzyżem Armii Krajowej. Uzyskał także nominację na stopień oficerski (podporucznika).

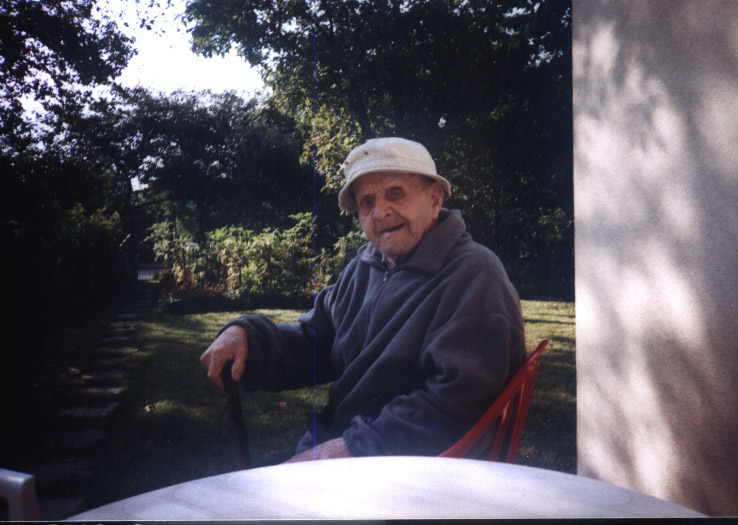
Teodor Płowaś – wrzesień 2006

Pomimo chorób i niedomagań związanych z zaawansowanym wiekiem, a także ciężkich przeżyć, pozostawał do ostatnich dni swojego życia osobą pogodną, uczynną i ciekawą świata.